# Forensic Files
Forensic Files est une émission de télévision américaine documentaire consacrée aux enquêtes criminelles, à la police scientifique et à la médecine, essentiellement légale. Commencée, durant quatre saisons, sous le titre Medical Detectives, et produite par Medstar, une société basée en Pennsylvanie, elle est diffusée sur la chaîne câblée Court TV – devenue par la suite TruTV – de 1996 à 2011. Il existe un peu plus de 400 numéros d'environ vingt-deux minutes de cette série.
En France et dans les pays francophones, la série a été diffusée, en version doublée, dans le cadre des Enquêtes impossibles, présentées par Pierre Bellemare, accompagnée ou non des commentaires de celui-ci. Certains numéros sont par ailleurs repris dans l'émission Médecins légistes, présentée par Raphaël Charlier et diffusée en Belgique sur La Deux à partir de juillet 2014, émission compilant en fait plusieurs émissions anglo-saxonnes sur le sujet.

## Historique
La série Forensic Files a d'abord été diffusée aux États-Unis, à partir de 1996, sur la chaîne éducative TLC, sous le titre Medical Detectives, un titre que la série gardera lors de son ultérieure diffusion dans beaucoup de pays étrangers, dont l'Allemagne (Medical Detectives – Geheimnisse der Gerichtsmedizin) ou la Russie (Медицинский детектив).
En France et dans les pays francophones, la série est diffusée, en version doublée, dans le cadre des Enquêtes impossibles, racontées par Pierre Bellemare, et est augmentée de commentaires de diverses natures : historique, anecdotique, critique… Dans cette version, des numéros peuvent, à l'inverse, se voir amputés de quelques courts passages pour des raisons de minutage.
Lors de sa diffusion en Allemagne, la série s'accompagne de commentaires de spécialistes allemands en matière de police scientifique, et ces commentaires sont intégrés parmi les témoignages d'origine de l'émission. Tous les numéros de la série n'ont pas été doublés en allemand. La seconde partie du numéro 100 de la version allemande a, par ailleurs, ceci de particulier, qu'il s'agit, d'un bout à l'autre, d'un « à la manière » d'un numéro de Forensic Files, s'intéressant à une affaire s'étant déroulée en Allemagne. Dans cet unique « hors-série » allemand, tous les visages des protagonistes réels sont floutés, ce qui n'est presque jamais le cas dans un numéro de la série américaine.

## Sujets
La majorité des numéros de Forensic Files sont consacrés à des meurtres ou des assassinats élucidés grâce aux avancées en matière de police scientifique, mais ils peuvent aussi, parfois, aborder d'autres cas, dans lesquels ces mêmes progrès ont joué un rôle déterminant : suicides, incendies – criminels, ou pas… –, accidents, maladies, etc. Les affaires abordées dans l'émission se sont déroulées dans un pays anglophone, principalement aux États-Unis, entre les années 1980 et les années 2010. Les noms des acteurs réels des affaires traitées sont rarement modifiés, soit que ceux-ci étaient mineurs au moment des faits, ou pour quelque autre raison. 
Certains numéros relatent des affaires constituant des « premières fois » dans le domaine de la police scientifique : la première fois que, dans un état des États-Unis, aux États-Unis mêmes, voire dans le monde, telle ou telle branche de la science, ou de tel domaine d'étude particulier – celui des empreintes de chaussure ou des traces de pneu… jusqu'à celui de l'étiquetage de traçabilité des bouteilles de bière ou de la façon dont sont fabriqués les sacs poubelles –, a permis à la police d'élucider une affaire criminelle. D'autres numéros sont consacrés à des affaires atypiques à l'un ou l'autre titre : pompier pyromane, policier serial killer, homme politique accusé, et reconnu coupable, de délit de fuite, après avoir tué accidentellement un ancien Marine, couple vivant reclus depuis des années et sur lequel la société ne se retourne, l'œil suspicieux, qu'au moment de la mort de l'un des deux conjoints, ou à des affaires particulièrement horribles, telle que celle de cette sourde-muette homosexuelle qui, par jalousie, tue celle qu'elle imagine être sa rivale amoureuse avant de découper son corps à la tronçonneuse et de jeter ses restes aux ordures, ou de cet homme qui continue, durant un bon bout de temps, à déambuler dans sa maison et à effectuer les activités de son quotidien, sans se rendre compte qu'il a reçu seize coups de hache à la tête, et qui s'écroule finalement, mort, vidé de son sang.
Souvent, un numéro de Forensic Files comporte en outre un plan montrant la tombe de la ou des victimes et, éventuellement, une scène de recueillement sur cette tombe.

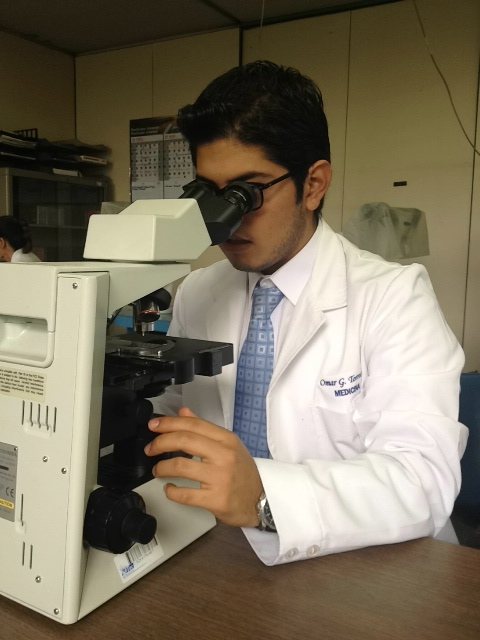
Le microscope, outil emblématique de l'émission Forensic Files. Photo 2012.

Chaque numéro se termine généralement par une scène de reconstitution des faits incriminés selon ce que la « justice » a décidé, dont la durée excède celle des scènes de reconstitution distillées au cours de l'émission (reflétant quant à elles parfois un ou des points de vue alternatifs), et par des témoignages soulignant que, sans les progrès en matière de police scientifique, il n'aurait pas été possible d'obtenir, selon le cas : la condamnation, ou la disculpation d'un suspect.
Plusieurs numéros sont consacrés à des cold cases – des affaires presque tombées aux oubliettes, faute d'indices exploitables à l'époque où elles ont éclaté –, résolus grâce à aux avancées scientifiques. Dans tous les cas, ce sont les scientifiques, devant leur microscope, activant des machines curieuses, ou effectuant de mystérieux calculs – que l'émission tente d'expliquer –, qui sont montrés comme les héros de la lutte contre le crime, de quelque nature qu'il soit, ou contre l'injustice.

## Format
L'émission Forensic Files se compose d'images tournées sur les lieux mêmes où se sont déroulés les faits, commentées en voix off par Peter Thomas (célèbre « voix », aux États-Unis).
Des reconstitutions des faits sont jouées par des acteurs, essentiellement choisis en fonction de leur ressemblance avec les protagonistes réels de l'affaire étudiée.
Ces scènes sont entrecoupées d'interviews de légistes – procureurs, avocats… –, de scientifiques spécialisés – médecins, experts en balistique, entomologistes, voire géologues, botanistes… – et de protagonistes des faits ou de leurs proches ; des acteurs ou témoins qui, occasionnellement, peuvent eux aussi prêter leur concours à des mises en scène. Parmi les experts en science forensique qui sont intervenus à plusieurs reprises figurent Skip Palenik,  Henry Lee (en), Cyril Wecht (en), William Bass, Alec Jeffreys et Richard Souviron.
Des documents d'origine, tels que photos souvenirs ou de scènes de crime, des lettres, des relevés de communications téléphoniques, des tickets de caisse, des enregistrements d'appels d'urgence, ainsi que des scènes réelles de vidéosurveillance, d'interrogatoires ou de procès, sont en outre présentés.
Quelquefois, des animations didactiques, qui ont pour but d'expliquer certains points – autopsies, ADN, trajectoires de balles, projections de sang… – font également partie des ingrédients de l'émission.
L'émission mêle, dans des proportions à peu près égales, traitement de nature documentaire – présentation des lieux et de documents, interviews – et traitement de nature fictionnelle – les reconstitutions, la « remise » en situation de témoins réels. De façon à permettre, de manière implicite, au spectateur de les distinguer, les reconstitutions avec acteurs, qui s'inspirent des flashbacks du cinéma, sont présentées, dans les premières saisons de la série, en noir et blanc, puis en couleur, mais dans un format 16/9 – le reste de l'émission étant diffusé au format 4/3 –, et accompagnées, parfois, de certains effets : léger flou, altération du contour de l'image, de sa luminosité ou de ses couleurs, ralentis…
Les aspects dramatiques sont accentués par de la musique. La bande sonore a, par ailleurs, souvent recours à un effet particulier, consistant en un cri bref, qui n'est utilisé qu'une seule fois dans certains numéros.

## Numéros
| Saison | Numéros | Date de début     | Date de fin      |
| ------ | ------- | ----------------- | ---------------- |
| 1      | 13      | 21 avril 1996     | 19 décembre 1996 |
| 2      | 13      | 2 octobre 1997    | 25 décembre 1997 |
| 3      | 13      | 1er octobre 1998  | 24 décembre 1998 |
| 4      | 14      | 29 septembre 1999 | 29 décembre 1999 |
| 5      | 18      | 12 septembre 2000 | 9 janvier 2001   |
| 6      | 30      | 21 mai 2001       | 10 décembre 2001 |
| 7      | 42      | 12 octobre 2002   | 26 juillet 2003  |
| 8      | 42      | 1er avril 2003    | 21 décembre 2003 |
| 9      | 30      | 3 juin 2004       | 2 mars 2005      |
| 10     | 41      | 27 avril 2005     | 15 mars 2006     |
| 11     | 42      | 19 juillet 2006   | 2 mai 2007       |
| 12     | 30      | 26 septembre 2007 | 17 février 2008  |
| 13     | 49      | 12 septembre 2008 | 9 juillet 2010   |
| 14     | 21      | 10 septembre 2010 | 17 juin 2011     |

## Forensic Files et le fait divers divertissement
Forensic Files finit par s'installer, même s'il ne s'agit pas de la forme à laquelle ses concepteurs aspirent forcément au départ, parmi les émissions-phares – avec d'autres productions, notamment littéraires – du genre True crime.

## Une réflexion sur la «Justice»?
Gainée dans un format très strict – qui a presque valeur de neutralité –, l'émission n'en pose pas moins certaines questions sur la notion de « Justice ». 
Même si elle se rend toujours à ce que la « Justice », dans sa conception américaine, a décidé, l'émission peut également s'intéresser à des affaires susceptibles de remettre en question le système judiciaire américain – cas de condamnés à mort exonérés « scientifiquement », notamment… –, ainsi que son sujet de base lui-même, en relevant, dans quelques cas, les limites de certaines sciences médico-légales quant à leur capacité à fournir des preuves, déterminantes aux yeux d'un jury et, à la fois, valides par rapport à la réalité des faits incriminés.